# Antoni Hybel

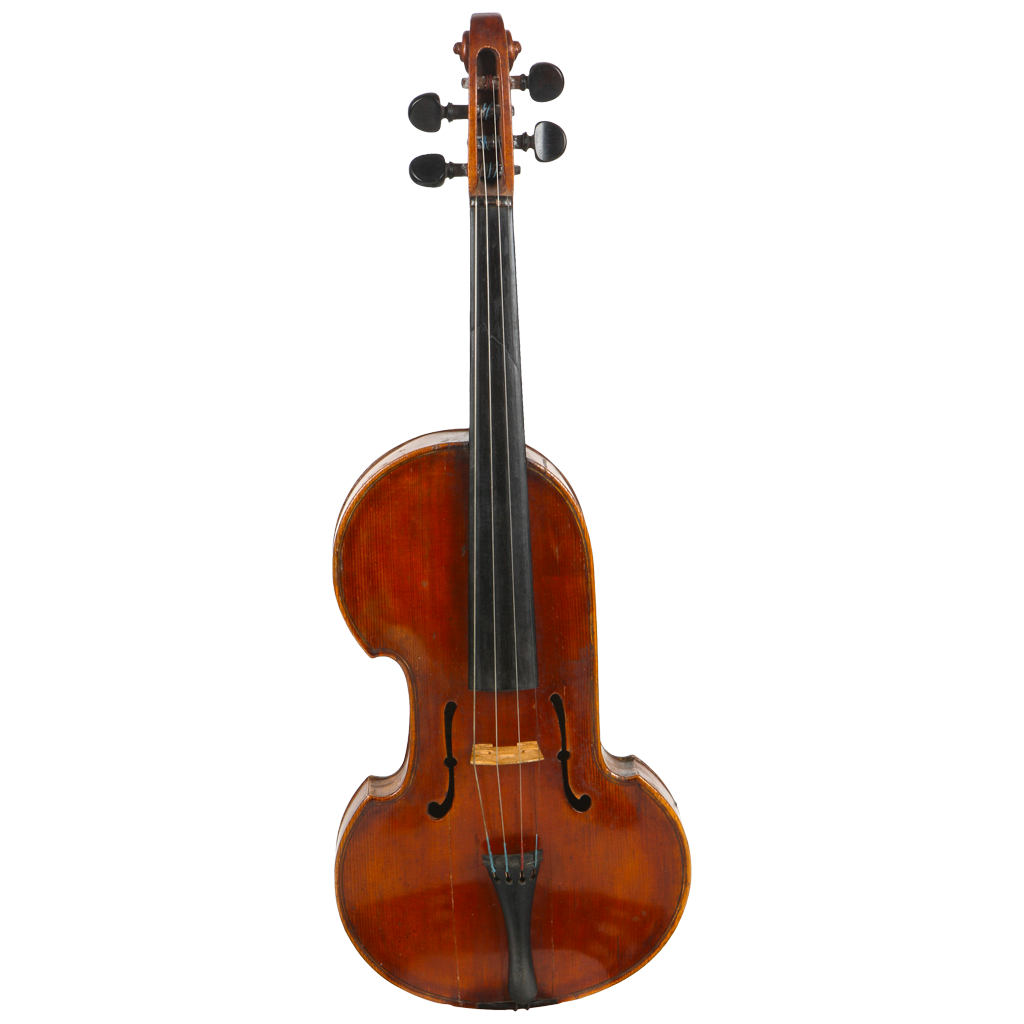
Wynalezione przez Antoniego Hybla polskie skrzypce z duszą skrzydlatą.

Antoni Hybel (także Antoni Hebel) (ur. 29 stycznia 1872 w Przyszowej, w zaborze austriackim, zm. 26 marca 1946 w Ropie)  – polski lutnik, rzeźbiarz, malarz.

## Życiorys
W dzieciństwie wraz z rodzicami mieszkał w Nowym Sączu, gdzie pomagał swojemu ojcu przy pracach stolarskich, aby następnie przez 5 lat w Starym Sączu nabywać umiejętności rzeźbiarskich u swojego dziadka Ignacego. W roku 1903 Antoni zaczął uczęszczać do Szkoły Przemysłu Drzewnego w Zakopanem na kierunku rzeźby figuralnej, wtedy zaczął wytwarzać pierwsze własne rzeźby oraz przedmioty codziennego użytku. Ubiegał się o uzyskanie stypendium naukowego, na co nie zezwoliło austriackie ministerstwo oświaty. Ostatecznie otrzymał jednak status ucznia nadzwyczajnego na uczelniach krajowych. 
Studiował malarstwo w Krakowie u Juliana Fałata, jak również w Wiedniu oraz Pradze.
Po roku 1911 mieszkał w Ropie, gdzie stworzył większość swoich prac, wystawianych następnie w miastach takich jak Warszawa czy Berlin. Choć jego prace swego czasu darzone były niemałą popularnością, to Polskie skrzypce z duszą skrzydlatą zapewniły mu podziw i od 1924 roku budziły sensację w Ilustrowanym Kurierze Codziennym oraz czasopiśmie Świat i Prawda, które nazywały jego instrument „wynalazkiem polskim w dziedzinie muzyki skrzypcowej" oraz tworzyły nagłówki takie jak: „Skrzypce polskie - triumf mistrzostwa" zapewniając, że gra na nich dostarcza zupełnie nowych możliwości dźwiękowych, ze względu na swoją „nową skrzydlatą duszę". Kilkakrotnie w latach 1913 - 1932 wystawiał pojedyncze rzeźby w Zachęcie.
Antoni Hybel ożenił się z Malwiną Kreczman, która zmarła 17 listopada 1933 roku, co było dla niego inspiracją do wykonania nagrobnej figurki  – Matki Boskiej Płaczącej.